# Tung-jing
Tung-jing (čínsky pchin-jinem Dōngyíng, znaky 东营) je městská prefektura v Čínské lidové republice, kde patří k provincii Šan-tung. Celá prefektura má rozlohu 7 602 čtverečních kilometrů a k roku 2020 v ní žilo v ní 2,2 milionu obyvatel.

## Poloha
Tung-jing leží na severním okraji provincie Šan-tung, na břehu Pochajského moře u ústí Žluté řeky. Na západě hraničí s prefekturou Pin-čou, na jihozápadě s prefekturou C’-po a na jihu s Wej-fangem. Východní a severní hranici tvoří pobřeží Lajčouské zátoky, respektive Pochajské zátoky.

## Dějiny
Dnešní město bylo založeno v roce 1983 jako centrum delty Žluté řeky a také jako základna pro těžbu na ropném poli Šeng-li, v Číně druhém největším. To bylo objeveno už v roce 1961 u vesnice Tung-jing, podle které bylo posléze pojmenováno město.
Ve městě se stále rozvíjí s ohledem na blízkost ropných zásob průmysl, například firma DuPont investovala v roce 2005 v Tung-jingu 5 miliard jüanů do továrny na oxid titaničitý.

## Administrativní členění
Městská prefektura Tung-jing se člení na pět celků okresní úrovně, a sice tři městské obvody a dva okresy.
| Tung-jing Che-kchou Kchen-li okres · Li-ťin okres · Kuang-žao |        |                       |                    |                                  |
| Název                                                         | Název  | Počet obyvatel (2020) | Rozloha km² (2020) | Hustota zalidnění (obyv. na km²) |
| český přepis                                                  | znaky  | Počet obyvatel (2020) | Rozloha km² (2020) | Hustota zalidnění (obyv. na km²) |
| Městské obvody                                                |        |                       |                    |                                  |
| Tung-jing                                                     | 东营区 | 930 434               | 1 147              | 811                              |
| Che-kchou                                                     | 河口区 | 244 931               | 2 051              | 119                              |
| Kchen-li                                                      | 垦利区 | 258 222               | 2 014              | 128                              |
| Okresy                                                        |        |                       |                    |                                  |
| Li-ťin                                                        | 利津县 | 238 189               | 1 215              | 196                              |
| Kuang-žao                                                     | 广饶县 | 521 742               | 1 174              | 444                              |
|                                                               |        |                       |                    |                                  |
| Celkem                                                        | Celkem | 2 193 518             | 7 602              | 289                              |

## Partnerská města
- Midland, USA
- Samčchok, Jižní Korea